# انتقام (فیلم ۲۰۱۸)
انتقام یا مقابله به مثل (انگلیسی: Reprisal) یک فیلم اکشن و دلهره‌آور آمریکایی محصول سال ۲۰۱۸ به کارگردانی برایان آ. میلر با بازی بروس ویلیس، فرانک گریلو، جاناتان شیچ و اولیویا کالپو می‌باشد.

## داستان
یک مدیر بانک درگیر سرقت مسلحانه‌ای می‌شود که در جریان آن همکارش به قتل می‌رسد، او با همکاری همسایه اش که افسر سابق پلیس است تلاش می‌کند تا جلوی این حمله را بگیرد و یک ضد حمله را شروع می‌کند که منجر به شکست خوردن هر سه سارق می‌شود و…

## بازیگران
- بروس ویلیس … جیمز
- فرانک گریلو … یعقوب
- جاناتان شیچ … گابریل
- اولیویا کالپو … کریستینا، همسر یعقوب
- کالین اگلفیلد
- کریستوفر راب … رابرت کارآگاه
- جسی پروت
- تایلر جان اولسون … کیسی
- وست استیونز … فردریک
- سرجیو رییزوتو … مایکل
- ناتالی یورا … ماریبل
- جیسون مارکوس گریفیت
- ویلیام صلیب
- براون دیو وولف
- جیمز کالور[۲][۳]